# Euphyia fartaria
Euphyia fartaria är en fjärilsart som beskrevs av William Schaus 1912. Euphyia fartaria ingår i släktet Euphyia och familjen mätare. Inga underarter finns listade i Catalogue of Life.